# Evangelische Kirche Seelbach (Lohra)

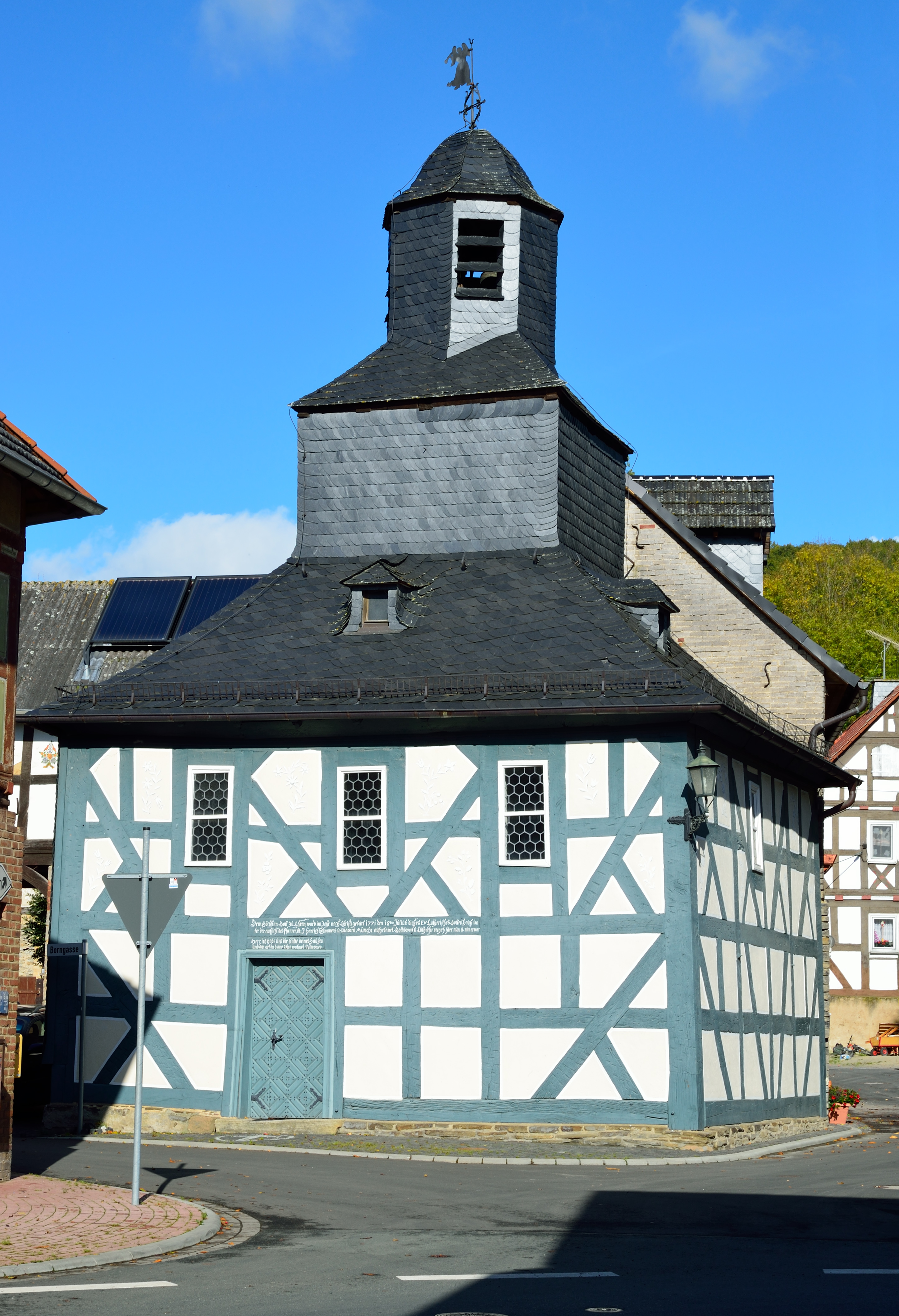
Evangelische Kirche Seelbach (Lohra)

Die Evangelische Kirche Seelbach (Lohra) ist ein denkmalgeschütztes Kirchengebäude, das im Ortsteil Seelbach von Lohra im Landkreis Marburg-Biedenkopf (Hessen) steht. Sie gehört zur Kirchengemeinde Lohra im Kirchenkreis Marburg des Sprengels Marburg der Evangelischen Kirche von Kurhessen-Waldeck.

## Beschreibung
Die kleine Fachwerkkirche auf quadratischem Grundriss wurde 1771 von Johann Jacob Blöcher erbaut. Sie ist mit einem schiefergedeckten Pyramidendach bedeckt, aus dessen Mitte sich ein quadratischer Dachreiter erhebt, auf dem eine achtseitige Laterne sitzt, in der sich die Kirchenglocke befindet. Die Kirche ist die älteste der drei „Kaffeemühlenkirchen“. 